# Петроварадинское сражение
Петроварадинское сражение (нем. Schlacht von Peterwardein) — сражение, состоявшееся 5 августа 1716 года в ходе австро-турецкой войны 1716—1718 годов у Петроварадинской крепости между австрийской армией под командованием Евгения Савойского и армией Османской империи. Закончилось решительной победой австрийцев.

## История
Напав в 1716 году на венецианские владения в Морее, турки вынудили австрийского императора Карла VI начать новую войну с Турцией, поскольку он являлся гарантом Карловицкого мира. Главнокомандующий австрийской армией в Венгрии принц Евгений Савойский сосредоточил 9 июля свои войска в местечке Футаке Бачерского округа. Турки сосредоточивались в Белграде под командованием великого визиря Дамад Али-паши, а 26 и 27 июля, переправившись через Саву, расположились лагерем при Паловче. Узнав об этой переправе, Евгений Савойский выслал на рекогносцировку графа Пальфи с 1000 кавалеристов, но последний, будучи атакован превосходящими силами турок, был вынужден отступить с потерей до 700 человек пленными. Тогда принц Евгений с войсками перешёл 2 августа по двум мостам на правый берег Дуная и стал лагерем у Петервардейна, заняв укрепления, в которых в предыдущую войну с турками, в 1694 году, защищался генерал Капрара. Турки, продолжая движение вдоль правого берега Дуная, достигли 3 августа позиций имперцев, где тотчас же приступили к строительству укреплённой линии, пытаясь в то же время разрушить мосты в тылу противника.

## Силы сторон
Принц Евгений, несмотря на превосходство противника в силах, решился атаковать последнего, для чего утром 5 августа развернул свои 187 эскадронов и 72 батальона (22 000 кавалеристов и 41 000 пехоты) в боевой порядок. Построив пехоту в 2 линии с резервом сзади и поставив кавалерию на флангах, он обезопасил обход своего левого фланга болотом, а правого — высокими горами, центр же был усилен укреплениями. Командование пехотой было поручено генералу Гейстеру, кавалерией — графу Пальфи, а резервом, который состоял из 25 эскадронов, — генералу Сплени.
Визирь также построил свою 150-тысячную армию. Она состояла из 40 000 янычар под командованием Гуссейн-паши, 30 000 сипахов и 10 000 татар. Остальное войско составляли египтяне, арнауты и валахи. Командование левым и правым флангами визирь поручил беглер-беям: анатолийскому Турк-Ахмету и румелийскому Сеари-Ахмету. Турецкая кавалерия была сосредоточена на правом фланге. Из тяжёлой артиллерии турки ввели в бой 3 пушечные батареи и 4 гаубицы.

## Ход битвы

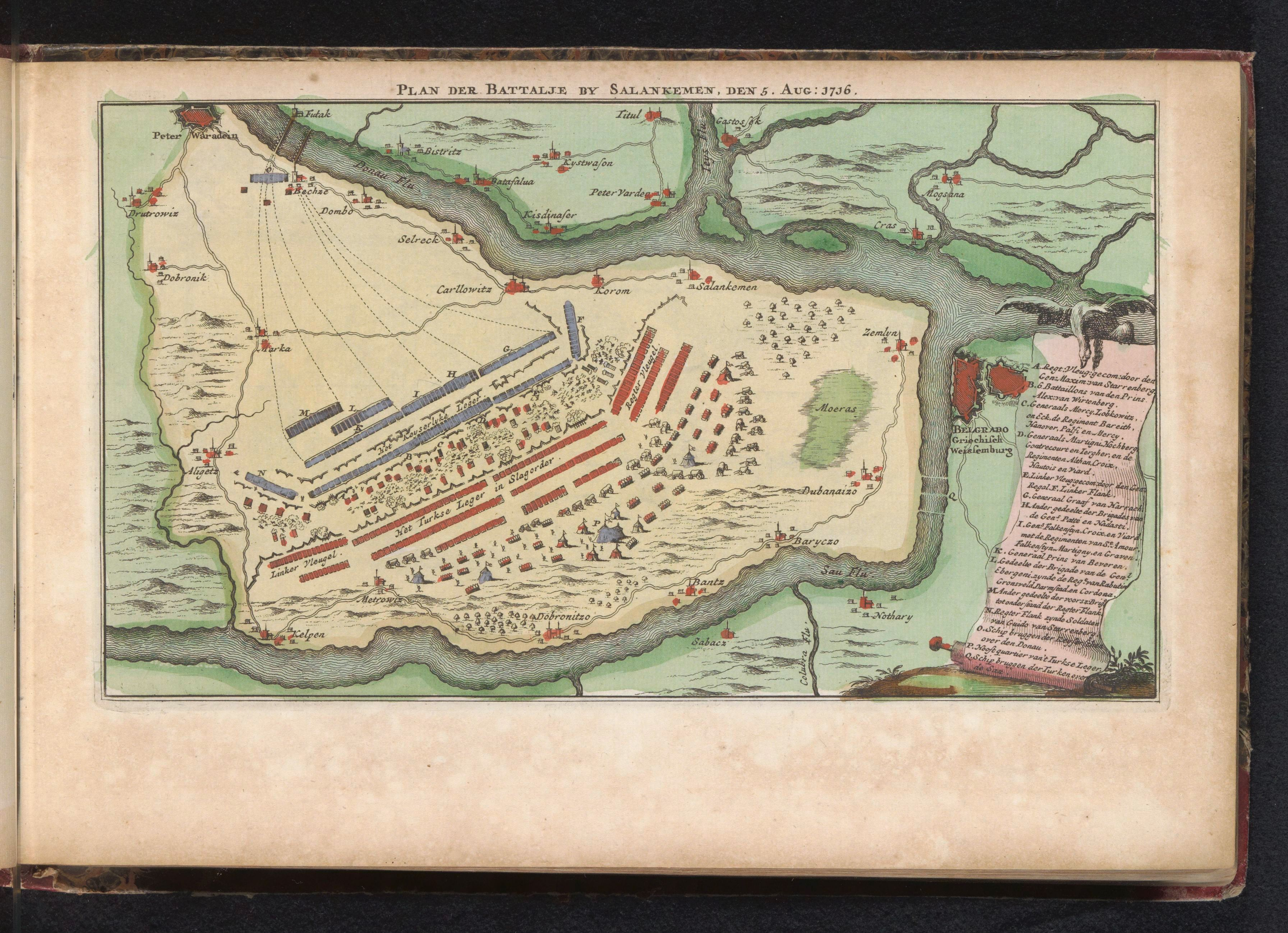
Карта сражения

В 7 часов утра принц Евгений начал атаку, приказав принцу Александру Вюртембергскому выдвинуться вперёд с 6 батальонами при поддержке кавалерии левого фланга. Эта атака увенчалась успехом — турки были опрокинуты с потерей одной батареи.
В это время на правом фланге австрийская пехота, выступившая в 8 колоннах с намерением атаковать из укреплённого лагеря, была встречена сильным огнём турок и пришла в замешательство. Этим воспользовались янычары, которые перешли в атаку и, несмотря на усилия генералов Ланкена, Валленштейна и Бонневаля остановить их, опрокинули австрийцев и захватили их окопы. В этом бою генералы Ланкен и Валленштейн погибли, а Бонневаль пробился с 30 уцелевшими солдатами.
Принц Евгений заметил, что в ходе этой атаки турки обнажили свой фланг, и немедленно двинул графа Пальфи с 2000 кавалеристов атаковать янычар с фланга и тыла. Это действие решило исход битвы. Расстроенные батальоны австрийцев под прикрытием своей кавалерии ободрились и, построившись в две линии, перешли в наступление. С помощью резерва они штурмом овладели неприятельскими окопами и в то же время их конница с левого фланга атаковала турецкий вагенбург, обратив турок в бегство.
Великий визирь тщетно пытался восстановить положение, лично поведя свои расстроенные войска в атаку, но упал тяжело раненый и вскоре умер в Карловице. Его армия в беспорядке бежала к Белграду.
Принц Евгений не стал преследовать турок, которые потеряли более 6000 человек убитыми, 164 орудия, 150 знамён и 5 бунчуков, а двинулся к Темешвару, который капитулировал перед ним 13 октября. Потери австрийцев в этом сражении достигли 5000 человек убитыми и ранеными.